# Episodi di Perry Mason (settima stagione)
La settima stagione della serie televisiva Perry Mason è andata in onda negli Stati Uniti dal 26 settembre 1963 al 21 maggio 1964 sulla CBS.
| nº | Titolo originale                          | Titolo italiano          | Prima TV USA      | Prima TV Italia   |
| -- | ----------------------------------------- | ------------------------ | ----------------- | ----------------- |
| 1  | The Case of the Nebulous Nephew           | Il figlio dell'alambicco | 26 settembre 1963 | 22 luglio 1992    |
| 2  | The Case of the Shifty Shoebox            | Il testimone             | 3 ottobre 1963    | 28 giugno 1993    |
| 3  | The Case of the Drowsy Mosquito           | La vecchia miniera       | 10 ottobre 1963   | 1965              |
| 4  | The Case of the Deadly Verdict            | Verdetto di morte        | 17 ottobre 1963   | 1965              |
| 5  | The Case of the Decadent Dean             | Ritorno a scuola         | 24 ottobre 1963   | 22 febbraio 1992  |
| 6  | The Case of the Reluctant Model           | Il canarino in gabbia    | 31 ottobre 1963   | 1965              |
| 7  | The Case of the Bigamous Spouse           | Enciclopedia per ragazzi | 14 novembre 1963  | 16 luglio 1993    |
| 8  | The Case of the Floating Stones           | Il contrabbandiere       | 21 novembre 1963  | 19 novembre 1991  |
| 9  | The Case of the Festive Felon             | La fedelissima Ketty     | 28 novembre 1963  | 1965              |
| 10 | The Case of the Devious Delinquent        | Cattive amicizie         | 5 dicembre 1963   | 18 giugno 1993    |
| 11 | The Case of the Bouncing Boomerang        | Effetto boomerang        | 12 dicembre 1963  | 22 giugno 1993    |
| 12 | The Case of the Badgered Brother          | Fraterne rivalità        | 19 dicembre 1963  | 19 luglio 1993    |
| 13 | The Case of the Wednesday Woman           | Giakarta                 | 2 gennaio 1964    | 19 novembre 1991  |
| 14 | The Case of the Accosted Accountant       | Il tagliacarte           | 9 gennaio 1964    | 1965              |
| 15 | The Case of the Capering Camera           | Fotografia di un delitto | 16 gennaio 1964   | 27 agosto 1991    |
| 16 | The Case of the Ice-Cold Hands            | Ghiaccio freddo          | 23 gennaio 1964   | 1965              |
| 17 | The Case of the Bountiful Beauty          | La vedova nera           | 6 febbraio 1964   | 8 luglio 1993     |
| 18 | The Case of the Nervous Neighbor          | Anni d'argento           | 13 febbraio 1964  | 14 dicembre 1991  |
| 19 | The Case of the Fifty-Millionth Frenchman | Lezioni di sci           | 20 febbraio 1964  | 20 settembre 1993 |
| 20 | The Case of the Frightened Fisherman      | L'alibi                  | 27 febbraio 1964  | 1967              |
| 21 | The Case of the Arrogant Arsonist         | L'incendiario            | 5 marzo 1964      | 1º settembre 1992 |
| 22 | The Case of the Garrulous Go-Between      | La sfera di cristallo    | 12 marzo 1964     | 5 agosto 1992     |
| 23 | The Case of the Woeful Widower            | Sfortunato in amore      | 26 marzo 1964     | 6 agosto 1992     |
| 24 | The Case of the Simple Simon              | La compagnia dei quattro | 2 aprile 1964     | 15 luglio 1992    |
| 25 | The Case of the Illicit Illusion          | Piccole allucinazioni    | 9 aprile 1964     | 28 luglio 1992    |
| 26 | The Case of the Antic Angel               | Appuntamento con Ruth    | 16 aprile 1964    | 1967              |
| 27 | The Case of the Careless Kidnapper        | Ricatto al microscopio   | 30 aprile 1964    | 16 luglio 1992    |
| 28 | The Case of the Drifting Dropout          | Morte di un falsario     | 7 maggio 1964     | 2 settembre 1992  |
| 29 | The Case of the Tandem Target             | Doppio bersaglio         | 14 maggio 1964    | 18 settembre 1992 |
| 30 | The Case of the Ugly Duckling             | Il brutto anatroccolo    | 21 maggio 1964    | 3 settembre 1992  |

## Il figlio dell'alambicco
- Titolo originale: The Case of the Nebulous Nephew
- Diretto da: Arthur Marks
- Scritto da: Jonathan Latimer

### Trama
- Guest star: Kenneth R. MacDonald (giudice), Irene Tedrow (Sorella Theresa), Linda Marshall (giovane suora), William Woodson (medico legale), Beulah Bondi (Sophia Stone), Ron Starr (John Brooks), Kate Manx (Irene Stone), Mark Roberts (Wayne Jameson), Hugh Marlowe (Ernest Stone), Ivan Dixon (Caleb Stone), Meg Wyllie (Nineveh Stone), Arthur Space (Leonard), Kathy Willow (hostess)

## Il testimone
- Titolo originale: The Case of the Shifty Shoebox
- Diretto da: Arthur Marks
- Scritto da: Jackson Gillis

### Trama
- Guest star: Jim Boles (Night Man), Willis Bouchey (giudice), Henry Travis (annunciatore TV), Pat Coghlan (Chuck), Constance Ford (Sylvia Thompson), Benny Baker (John Flickinger), Bill Mumy (Miles), Denver Pyle (Frank Honer), Joseph Sirola (Bill Sheridan), Ray Teal (Joe Downing), Diane Ladd (sig.ina Frances), Russ Conway (vice sceriffo), Lincoln Wilmerton (vice)

## La vecchia miniera
- Titolo originale: The Case of the Drowsy Mosquito
- Diretto da: Jesse Hibbs
- Scritto da: Jonathan Latimer

### Trama
Banning Grant è vittima di un incidente all'interno di una vecchia miniera che il vecchio Sandy Bowen gli ha venduto. Manda quindi Sandy a parlare con Perry Mason (vecchio amico di Banning). Grant vuole che Perry rappresenti Sandy in una bega legale (sulla vendita a James Bradisson di vecchie miniere senza alcun valore), ben sapendo che Sandy è dalla parte del torto e perderà la causa. Banning è disposto a pagare al posto di Sandy. Perry incontra quindi George Moffat avvocato di James Bradisson e si accorda per risolvere la contesa con i pagamento di 5000 dollari da parte di Sandy per annullare la vendita. Poco dopo James Bradisson annuncia a Mason che ritirerà la denuncia senza chiedere alcun risarcimento: potrà così godere di benefici fiscali. Ma non è quello che voleva Banning, lui voleva annullare la vendita a Bradisson per comprarla lui la miniera. Racconta quindi a Perry che pensa di aver individuato la mitica miniera d'oro Bolder, di cui si sono perse le tracce dal 1874. James Bradisson intuisce che Banning ha scoperto qualcosa di grosso sulla miniera acquistata da Sandy e per costringerlo a rivelare il segreto pensa di eleggerlo nel consiglio di amministrazione della società, mettendolo nella posizione di non poter avere notizie importanti. Ma Mason previene la mossa facendosi vendere la quota di minoranza che Banning ha sulla società: solo un azionista può entrare nel consiglio di amministrazione. Quella sera qualcuno tenta di uccidere Banning Grant sparandogli dalla finestra. Mason incarica Paul Drake di farsi vedere nei dintorni impersonando un cercatore dilettante che pensa di aver trovato una vecchia miniera d'oro. Paul ha successo, tutti credono che abbia trovato la miniera Bolder; ma quando torna al suo campo si sentono alcuni spari e trova il corpo di James Bradisson. Perry Mason deve dipanare la matassa.
- Guest star: Richard Derr (Hayward Small), Woodrow Parfrey (George Moffat), Charles Stroud (uomo), Garry Walberg (assistente del procuratore distrettuale Northridge), Arthur Hunnicutt (Sandy Bowen), Russell Collins (Banning Grant), Kathleen Crowley (Lillian Bradisson), Clinton Sundberg (vice medico legale Chute), Robert J. Wilke (vice sceriffo Connors), Archie Moore (Jason Sparks), Strother Martin (Gerald Summers), Robert Knapp (James Bradisson), Ann Doran (Nell Wyatt), Jack Fife (uomo)

## Verdetto di morte
- Titolo originale: The Case of the Deadly Verdict
- Diretto da: Jesse Hibbs
- Scritto da: Jonathan Latimer

### Trama
- Guest star: Holly Harris (matrona), Michael Fox (Dr. Hoxie), Sherry Hall (ufficiale pubblico), Kathleen O'Malley (matrona), Julie Adams (Janice Barton), Joan Tompkins (Emily Green), Erin O'Brien (Letitia Simmons), Jan Shepard (Paulette Nevin), Steve Franken (Christopher Barton), Lee Bergere (dott. Nevin), Hollis Irving (Violet Barton Ames), Mike Mazurki (Arthur Jacks), Marie Worsham (Elizabeth Carson), Sally Hughes (dott. Faulkner), S. John Launer (giudice), Robert Gibbons (caposquadra), Olan Soule (impiegato di corte), Bernie Gozier (guida indiana)

## Ritorno a scuola
- Titolo originale: The Case of the Decadent Dean
- Diretto da: Earl Bellamy
- Scritto da: Joseph Lamont e Samuel Newman

### Trama
- Guest star: Willis Robards (sig. Baker), Geraldine Wall (sig.ra Perkins), Don Parker (Bruce Perkins), Thomas Alexander (John), Milton Selzer (dott. Aaron Stuart), Joan Tetzel (Marian Stuart), Lloyd Corrigan (Harvey Forrest), H. M. Wynant (Tobin Wade), Eddie Firestone (Jenkins), Paul Lukather (Chuck Emmett), Kelly Thordsen (sceriffo Ward Vincent), Blair Davies (John Marshall Baxter), Lauren Gilbert (sig. Ryan), Stanja Lowe (Janet Gwynne), Richard "Dick" Simmons (sig. Ogden), Lewis Martin (giudice #1), Albert Vail (giudice #2), Shelley Ames (Grace Witt)

## Il canarino in gabbia
- Titolo originale: The Case of the Reluctant Model
- Diretto da: Jesse Hibbs
- Scritto da: Jonathan Latimer

### Trama
- Guest star: Julia Faye Thomas (assistente alla galleria d'arte), Ida Mae McKenzie (casalinga), C. Lindsay Workman (Yacht Steward), Lee Miller (sergente Brice), John Larkin (Otto Olney), Robert Brown (Goring Gilbert), Joanna Moore (Grace Olney), John Dall (Colin Durant), Margaret Hayes (Leslie Rankin), Erin O'Donnell (Maxine Lindsay), Carl Prickett (Oscar Pickering), Charles Irving (giudice), Shirley Mitchell (bigliettaia), Kitty Kelly (Agnes Newton), Walter Mathews (reporter), Dick Garton (reporter), Noel Drayton (esperto d'arte), Louise Lane (critico)

## Enciclopedia per ragazzi
- Titolo originale: The Case of the Bigamous Spouse
- Diretto da: Arthur Marks
- Scritto da: Jackson Gillis

### Trama
- Guest star: Betsy Hale (bambina), Claude Stroud (Bolton), Jim Drum (agente in borghese), Ann Mitchell (sig.ra Gillette), Pippa Scott (Gwynn Elston), Patrick McVey (George Baker), Karl Swenson (Corley Ketchum), Michael Conrad (Felton Grimes / Frank Gillette), Allan Melvin (Carl Jasper), Jackie Loughery (Nell Grimes), Charles Irving (giudice), Lee Miller (sergente Brice)

## Il contrabbandiere
- Titolo originale: The Case of the Floating Stones
- Diretto da: Don Weis
- Scritto da: Robert C. Dennis

### Trama
Il nonno di Juli Eng, a Hong Kong, muore subito dopo aver ricevuto dei preziosi diamanti contrabbandati dalla Cina. Juli va ad Hong Kong per la lettura del testamento. Qui incontra l'assistente del nonno, Tudor Sherwin, e il notaio Louis Kew. Si vede subito che non c'è traccia né dei diamanti appena arrivati, né dell'intera collezione di diamanti del nonno. Juli sospetta di Tudor Sherwin anche perché dà credito alle confidenze di Ralph Iverson, addetto alle vendite del nonno, che gli dice che il nonno voleva licenziare Sherwin. Ralph Iverson incontra Gilbert Tyrell, un contrabbandiere, e gli chiede assistenza per importare diamanti negli USA. Salpano insieme su una nave da Hong Kong. Sulla stessa nave c'è Sherwin e riesce a salire anche Juli Eng, a viaggio già iniziato. Non appena salita sulla nave Juli manda un telegramma a Perry Mason, manifestando i sospetti su Sherwin. Questi attiva subito Paul Drake che scopre subito che Gilbert Tyrell si trova nella stessa nave e che probabilmente è il fulcro del contrabbando. Nella nave viaggia anche Agatha Culpepper, una anziana e vispa signorina che si diletta di indagini, informatrice della polizia e che ha già avuto a che fare con Gilbert Tyrell. Durante i controlli doganali i diamanti non vengono trovati e le indagini di Paul Drake chiariscono che a incaricare Tyrrell del contrabbando è stato Iverson e non Sherwin.
Poco dopo Iverson viene pugnalato alle spalle e Juli viene accusata.
- Guest star: Walter Janowitz (dott. Lefcourt), Dale Ishimoto (Lao), Baynes Barron (Frank Chowen), Gilchrist Stuart (ispettore Richie), Victor Maddern (Gilbert Tyrell), Irene Tsu (Juli Eng), Joyce Jameson (Lorraine Iverson), Gertrude Flynn (Agatha Culpepper), Walter Brooke (procuratore distrettuale), Ken Lynch (Wendel), Jerry Oddo (Ralph Iverson), James Forrest (Tudor Sherwin), James Hong (Louis Kew), Richard Loo (sig. Eng), Bill Zuckert (giudice), Marshall Reed (pescatore)

## La fedelissima Ketty
- Titolo originale: The Case of the Festive Felon
- Diretto da: Earl Bellamy
- Scritto da: Samuel Newman

### Trama
- Guest star: Anne Barton (Bebe Brent), Nelson Leigh (giudice), Marshall Reed (poliziotto), Michael Fox (chirurgo), Jon Hall (Max Randall), Sherry Jackson (Madeline Randall), Kathie Browne (Carla Eden), Anne Seymour (Hetty Randall), Jeff Morrow (Lawton Brent), Ray Stricklyn (Reed Brent), Gilbert Green (Chester Brent), Elisabeth Fraser (Eloise Brent), John Howard (Justin Grover), Louise Fitch (sig.ra Taylor)

## Cattive amicizie
- Titolo originale: The Case of the Devious Delinquent
- Diretto da: Irving J. Moore
- Scritto da: Robb White

### Trama
- Guest star: William Benedict (vecchio), John Harmon (esperto), John Mitchum (Operative), David Clegg (Greasy Neal), Johnny Washbrook (Timmy Balfour), David Winters (Chick Montana), Virginia Christine (Edith Summers), Otto Kruger (Timothy Balfour, Sr.), Barton MacLane (Harold Minter), Frances Rafferty (sig.ina Adler), David Lewis (Luke Balfour), Kenneth R. MacDonald (giudice), Hal Baylor (proprietario), Jon Lormer (esaminatore medico), John McKee (ufficiale)

## Effetto boomerang
- Titolo originale: The Case of the Bouncing Boomerang
- Diretto da: Jesse Hibbs
- Scritto da: Arthur Orloff

### Trama
- Guest star: Nelson Olmsted (dott. Lewis), Ed Peck (pubblico ministero), Frederic Downs (giudice), Parley Baer (Willard Hupp), Rod Cameron (Grover Johnson), Diana Millay (Eula Johnson), Paul Picerni (Walter Jeffries), Berkeley Harris (Les Gilpin), Wright King (Sidney Welpo), Alan Hale Jr. (Nelson Barclift), John Pickard (sceriffo), Ralph Moody (Morgan)

## Fraterne rivalità
- Titolo originale: The Case of the Badgered Brother
- Diretto da: Earl Bellamy
- Scritto da: Esther Mitchell e Bob Mitchell

### Trama
- Guest star: Alida Van (modella), Ed Prentiss (George Baylor), Annabelle George (modella), Norma Clarke (modella), Patrice Wymore (Jane Alder), Robert Harland (Todd Baylor), Nancy Kovack (Carla Rinaldi), Patricia Blair (Nicolai Wright), Peter Walker (Martin Baylor), Gregory Morton (Joseph Rinaldi), L.Q. Jones (Edward Lewis), George Petrie (Orin Leslie), John Gallaudet (giudice), Arthur Peterson (dott. McBurney), Vera Marshe (cameriera), Lee Miller (sergente Brice), C. Lindsay Workman (inserviente), Orville Sherman (impiegato dell'hotel), Pat Conway (modella), Carole Anderson (modella)

## Giakarta
- Titolo originale: The Case of the Wednesday Woman
- Diretto da: Irving J. Moore
- Scritto da: Samuel Newman

### Trama
Phillip Stewart è in prigione, a San Quentin, per omicidio preterintenzionale. Avrebbe provocato la morte di un gioielliere, Reed, che accusava di averlo coinvolto nel furto di un famoso diamante, chiamato Giakarta. Reed morì di attacco cardiaco conseguente a un litigio con Phillip. La moglie Katherine Stewart, va a trovare il marito tutti i mercoledì, ma negli ultimi tempi Phillip rifiuta di incontrare la moglie. Un mercoledì, durante uno degli inutili viaggi a San Quentin, Katherine incontra Jack Mallory che gli offre 250.000 dollari in cambio del diamante Giakarta. Katherine va a consultare Perry Mason, vorrebbe che Perry dia una mano per procurare un lavoro a Phillip, che sarà presto rilasciato, evitando che si rimetta nei guai. Phillip invece si è già messo d'accordo con la società Reed and Webber a cui è stato sottratto il diamante. Thomas Webber spera così di recuperare Giakarta, mentre la vedova Helen Reed non è per niente d'accordo che la società riassuma chi gli ha ucciso il marito. Jack Mallory era l'agente della società di assicurazione che aveva assicurato il Giakarta. Adesso fa l'investigatore privato. Poco dopo che Phillip viene rilasciato viene ucciso e Phillip viene accusato.
- Guest star: William Fawcett (Pawn Broker), Pedro Gonzales Gonzales (Rosie Dell), Greta Granstedt (direttore del dormitorio), John Cliff (guardia), Phillip Pine (Phillip Stewart), Lisa Gaye (Joyce Hadley), Douglas Dick (Lester Ormesby), Marie Windsor (Helen Reed), Phyllis Hill (Katherine Stewart), John Hoyt (Thomas Webber), Michael Pate (Jack Mallory), Alvy Moore (tassista), Ralph Manza (Amos Elwell), Morris Ankrum (giudice), Bill Idelson (agente di viaggio)

## Il tagliacarte
- Titolo originale: The Case of the Accosted Accountant
- Diretto da: Arthur Marks
- Scritto da: Samuel Newman e Albert Vail

### Trama
- Guest star: J. Edward McKinley (Walter Cord), Leonard Stone (Arthur Sutton), Robert Armstrong (Phil Jenks), Jean Engstrom (Vera Hillman), Richard Anderson (Edward Lewis), Dee Hartford (Leslie Ross), Murray Matheson (B.K. Doran), Gail Kobe (Gertrude Lewis), Lynn Bari (Sylvia Cord), John Gallaudet (giudice Penner)

## Fotografia di un delitto
- Titolo originale: The Case of the Capering Camera
- Diretto da: Jesse Hibbs
- Scritto da: Jonathan Latimer

### Trama
Judith Blair, modella fotografica, è ricattata per alcune foto compromettenti che secondo il fotografo Jacob Kadar gli sono state rubate tempo prima. Judith è convinta che le foto le abbia ancora Jacob e che sia lui a ricattarla. Acconsente così a posare in un servizio fotografico serale per Jacob nello studio del cugino, Karl Kadar. Prima ha però sottratto una pistola dalla scrivania di Jacob e durante una discussione la punta verso Jacob per minacciarlo e chiedere la restituzione delle foto. Viene però interrotta da qualcuno che dietro una tenda spara e uccide Jacob. Judith scappa, lasciando la pistola vicino al corpo. Il corpo viene scoperto da Karl Kadar e Irene Grey e classificato inizialmente come suicidio. Una misteriosa telefonata informa Judith che la situazione e sotto controllo e la invita a tacere. Ma Judith preferisce rivolgersi a Perry Mason che già conosce perché avvocato di Norman Ames il cui figlio, Lewis, ha sposato Penny, la sorella di Judith. Poco dopo Judith dovrà fronteggiare una accusa di omicidio.
- Guest star: Grandon Rhodes (giudice), John Zaremba (medico legale), Margaret Mason (receptionist), Len Hendry (fotografo della polizia), Elaine Stewart (Irene Grey), Margo Moore (Judith Blair), Paula Raymond (Katherine Ames), Karyn Kupcinet (Penny Ames), Byron Palmer (Harper Green), Mark Dempsey (Norman Ames), Kurt Kreuger (Karl Kadar), Edmon Ryan (Lewis Ames), Eric Feldary (Jacob Kadar), John Harmon (esperto di impronte digitali), Lee Miller (sergente Brice)

## Ghiaccio freddo
- Titolo originale: The Case of the Ice-Cold Hands
- Diretto da: Jesse Hibbs
- Scritto da: Jackson Gillis

### Trama
- Guest star: Lee Miller (sergente Brice), Alex Bookston (stenografo di corte), Charles Stroud (impiegato di corte), Dorothy Edwards (giurato), Joyce Bulifant (Nancy Banks), Dick Davalos (Rodney Banks), Lisabeth Hush (Lorraine Lawton), Dabbs Greer (Larson Halstead (Larson E. Halstead), Arch Johnson (Marvin Freemont), Phyllis Coates (Inez Freemont), Paul Bryar (Burdett), John Goddard (sergente McClanahan), Henry Norell (Jarvis Nettle Gilmore), Willis Bouchey (giudice), Art Lewis (uomo), Thalmus Rasulala (ufficiale)

## La vedova nera
- Titolo originale: The Case of the Bountiful Beauty
- Diretto da: Irving J. Moore
- Scritto da: Robb White

### Trama
- Guest star: Fifi D'Orsay (sig.ra Davis), George Cisar (vicino), Barbara Wilkin (telefonista), Lonnie Blackman (Miriam Worth), Sandra Warner (Stephanie Carew), Ryan O'Neal (John Carew), Zeme North (Deborah Dearborn), Douglas Fowley (Rubin Cason), John van Dreelen (Gideon Long), Maxwell Reed (Chet Worth), Jean Carson (sig.ra Mitchell), John Zaremba (esaminatore medico), Sydney Smith (giudice), Fern Barry (cameriera)

## Anni d'argento
- Titolo originale: The Case of the Nervous Neighbor
- Diretto da: Arthur Marks
- Scritto da: Robert C. Dennis

### Trama
Charles Fuller ingaggia Paul Drake per trovare sua madre. Paul la trova ma scopre che è ricercata per l'omicidio del marito.
- Guest star: Booth Colman (dott. Younger), Barry Atwater (Karl Dickenson), Jesslyn Fax (anziana), Francis X. Bushman (Phillip), Paul Winchell (Henry Clement), Richard Rust (Charles Fuller), Jeanne Cooper (Mary Browne), Katherine Squire (Vera Hargrave), Sheila Bromley (Alice Bradley), Les Tremayne (George Browne), S. John Launer (giudice)

## Lezioni di sci
- Titolo originale: The Case of the Fifty-Millionth Frenchman
- Diretto da: Arthur Marks
- Scritto da: Robert C. Dennis (soggetto); Robert C. Dennis, Jackson Gillis e Samuel Newman (sceneggiatura)

### Trama
- Guest star: Kenneth Patterson (giudice), Tom Greenway (Dick Jenkins), Stuart Randall (sceriffo Max Taylor), Lisa Davis (sciatrice), David McCallum (Phillipe Bertain), Jacques Bergerac (Armand Ravel), Roxane Berard (Ninette Ravel), Janet Lake (Carole Ogilvie), Jackie Coogan (Ron Litton), Coleen Gray (Linda Sutton), Don Collier (Peter Hayes), Arthur Franz (Ray Ogilvie), Naomi Stevens (sig.ra Kransdorf), Gene O'Donnell (pubblico ministero), Clark Howat (uomo della torre)

## L'alibi
- Titolo originale: The Case of the Frightened Fisherman
- Diretto da: Arthur Marks
- Scritto da: Jonathan Latimer

### Trama
- Guest star: Dick Geary (ufficiale di polizia), Seamon Glass (ufficiale di polizia), Tom Harkness (giudice), Harry Strang (guardia al parcheggio del laboratorio), Mala Powers (Helen Bradshaw), Connie Gilchrist (sig.ra Pennyworth), Lee Farr (Randolph James), Marian Collier (Natalie James), Ilze Taurins (Gretchen Lang), Richard Devon (Marion Devlin), Bartlett Robinson (Hudson Bradshaw), Émile Genest (Hans Lang), William Smith (Andy Witcoe), Connie Cezon (Gertie), Richard H. Cutting (pescatore cieco), Stacy Keach, Sr. (tenente Gibson), Kort Falkenberg (Interne), Ray Walker (falso pescatore), Walter Stocker (ufficiale di polizia), Lee Miller (sergente Brice)

## L'incendiario
- Titolo originale: The Case of the Arrogant Arsonist
- Diretto da: Jesse Hibbs
- Scritto da: Samuel Newman

### Trama
- Guest star: Robert Kenneally (radiocontrollore), Robert Chadwick (poliziotto), Lester Dorr (ufficiale pubblico), Coby Denton (controllore telefonico), Tom Tully (Carey York), Frank Aletter (Tommy Towne), Jeff York (Ross Walker), Wynn Pearce (Dorian York), Elaine Devry (Sylvia Gwynne), Russell Thorson (Farrell Moorefield), Byron Morrow (capitano Hillman), Connie Cezon (Gertie), Tenen Holtz (Otto Joseph), Holly McIntire (Elaine Joseph), John Gallaudet (giudice), Tommy Farrell (Herbert Baker), Michael Harris (cineoperatore), Lee Miller (sergente Brice)

## La sfera di cristallo
- Titolo originale: The Case of the Garrulous Go-Between
- Diretto da: Irving J. Moore
- Scritto da: Philip Saltzman

### Trama
- Guest star: John Napier (Tommy Stiller), Lillian Buyeff (Dora), Charles Stroud (impiegato di corte), Nelson Leigh (giudice), Sue Randall (Amy Scott/Arnell Stiller), Lori March (Madame Zillia), Jacques Aubuchon (Victor Bundy), Anthony Eisley (Howard Kern), Merry Anders (Joyce Carlton), Gil Frye (impiegato all'Apt. Hotel)

## Sfortunato in amore
- Titolo originale: The Case of the Woeful Widower
- Diretto da: Irving J. Moore
- Scritto da: Jackson Gillis

### Trama
- Guest star: Alexander Lockwood (dott. Stevenson), Kenneth R. MacDonald (giudice), Steve Pendleton (Duncan), Edmund Glover (Municipal Judge), Jerry Van Dyke (James Douglas), Harry Townes (Newton Bain), Nancy Gates (Mary Douglas), Joan Banks (Nellie Conway), Joyce Meadows (Carole Moray), Anne Carroll (Georgiana Duncan), Shirley Mitchell (Elizabeth Bain), Allen Joseph (pubblico ministero), Frank Gerstle (sergente Steve Toland), Connie Cezon (Gertie), Lee Miller (sergente Brice)

## La compagnia dei quattro
- Titolo originale: The Case of the Simple Simon
- Diretto da: Arthur Marks
- Scritto da: Robert C. Dennis

### Trama
- Guest star: Douglas Evans (commesso), William Keene (Rogers), Ted Stanhope (Maitre'd), Sherwood Keith (Ogden G. Kramer), Victor Buono (John Sylvester Fossette), Virginia Field (Ramona Carver), Tom Conway (Guy Penrose), Doug Lambert (Doug McKenzie), James Stacy (Scott Everett), Don 'Red' Barry (Red Doyle), Malachi Throne (Sandifer), David Macklin (Dyker), Jay Barney (procuratore distrettuale), Pepper Curtis (cameriera)

## Piccole allucinazioni
- Titolo originale: The Case of the Illicit Illusion
- Diretto da: Irving J. Moore
- Scritto da: Samuel Newman

### Trama
- Guest star: John Gallaudet (giudice), Willis Bouchey (giudice), Melville Ruick (Michael Rancer), Dick Garton (tenente Barlow), Mona Freeman (Rosanne Ambrose), Keith Andes (dott. Jesse Young), Ron Randell (Hubert Ambrose), Norma Varden (Winifred Wileen), Rebecca Welles (Leslie Eden), Jena Engstrom (Vera Janel), Oliver McGowan (Fillmore Garrett), Berry Kroeger (Kirk Cameron), Lee Miller (sergente Brice)

## Appuntamento con Ruth
- Titolo originale: The Case of the Antic Angel
- Diretto da: Arthur Marks
- Scritto da: Robert C. Dennis

### Trama
- Guest star: Billy Halop (barista), Tracy Morgan (cameriera), Janet Dey (Lynne Bowman), Jimmy Cross (accattone), Michael Ansara (Vince Kabat), George Tobias (Sidney Falconer), Peter Breck (William Sherwood), Richard Erdman (Harry Niles), Bek Nelson (Dana Kent), Cathleen Cordell (Maggie Malecki), Logan Field (sergente), Alexander Lockwood (esaminatore medico), Morris Ankrum (giudice), Larry Barton (commesso)

## Ricatto al microscopio
- Titolo originale: The Case of the Careless Kidnapper
- Diretto da: Jesse Hibbs
- Scritto da: Robb White

### Trama
- Guest star: Garland Thompson (esperto di laboratorio), Gilbert Gardner (ragazzo), Harry Stanton (giudice), Barbara Fuller (cameriera), Tom Lowell (David Pelham), Marilyn Erskine (Susan Pelham), Burt Metcalfe (John Lathrop), Mimsy Farmer (Sande Lukins), Mark Slade (Michael Da Vinci), Peter Hobbs (Gregory Pelham), Regina Gleason (Mary Manning), Tudor Owen (capitano Horatio Jones), Ron Kennedy (Joe Velvet), Gale Gerber (ragazza), Frances Karath (ragazza), Pamela Baird (ragazza), Lee Miller (sergente Brice)

## Morte di un falsario
- Titolo originale: The Case of the Drifting Dropout
- Diretto da: Arthur Marks
- Scritto da: Jackson Gillis

### Trama
- Guest star: House Peters, Jr. (agente in borghese), Harry Holcombe (giudice), Alex Montoya (vicino), Don Haggerty (capo della polizia), Cynthia Pepper (Annalee Fisher), Malcolm Atterbury (Dell Harper), Carl Reindel (Barry Davis), Vaughn Taylor (Sanford Harper), Natalie Norwick (sig.ina Standish), Ted de Corsia (Mort Lynch), Neil Hamilton (Grove Dillingham), Blair Davies (pubblico ministero), Seamon Glass (ufficiale)

## Doppio bersaglio
- Titolo originale: The Case of the Tandem Target
- Diretto da: Irving J. Moore
- Scritto da: Robert C. Dennis

### Trama
- Guest star: Vince Barnett (Noonan), Dan Seymour (Leo Lazaroff), Barney Biro (giudice), Tom Fadden (Cooper), Philip Ober (Sumner Hodge - non accreditato) (Adrian Hodge), Ann Rutherford (Mona Hodge), Paul Carr (Con Bolton), Lonny Chapman (Jack Talley), Natalie Trundy (Irma Hodge), Pat Priest (sig.ina Young)

## Il brutto anatroccolo
- Titolo originale: The Case of the Ugly Duckling
- Diretto da: Arthur Marks
- Scritto da: Richard Landau

### Trama
- Guest star: Frances Morris (padrona di casa), Jay Adler (Herman), Dick Geary (Scuba Fella), William Boyett (ufficiale di polizia), Anne Whitfield (Alice Trilling), Constance Towers (Natalie Graham), Reginald Gardiner (Albert Charity), Adam Lazarre (Anthony Usher), Max Showalter (Talbot Spear), Ford Rainey (Harry Triling), S. John Launer (giudice), Lee Miller (sergente Brice)